# Temporada 2008 de la NASCAR Sprint Cup Series
La Temporada 2008 de la NASCAR Sprint Cup Series fue la 60.ª temporada de la categoría estadounidense de stock car NASCAR. El calendario consto con 36 fechas más dos carreras de exhibición, Comenzando el 9 de febrero en Daytona International Speedway con los Budweiser Shootout para dar pie a las 50th Daytona 500 y finalizando el 16 de noviembre en Homestead-Miami Speedway celebrando la Ford 400.
El piloto Californiano Jimmie Johnson consiguió el título sobre Carl Edwards con un Chevrolet impala SS del equipo Hendrick Motorsports, cosechando 6684 puntos y 7 victorias a lo largo de la temporada. En esta temporada se dio el debut oficial del Car of tomorrow, ya que en la temporada 2007 solo se utilizaron para carreras seleccionadas del calendario.

## Pilotos y equipos

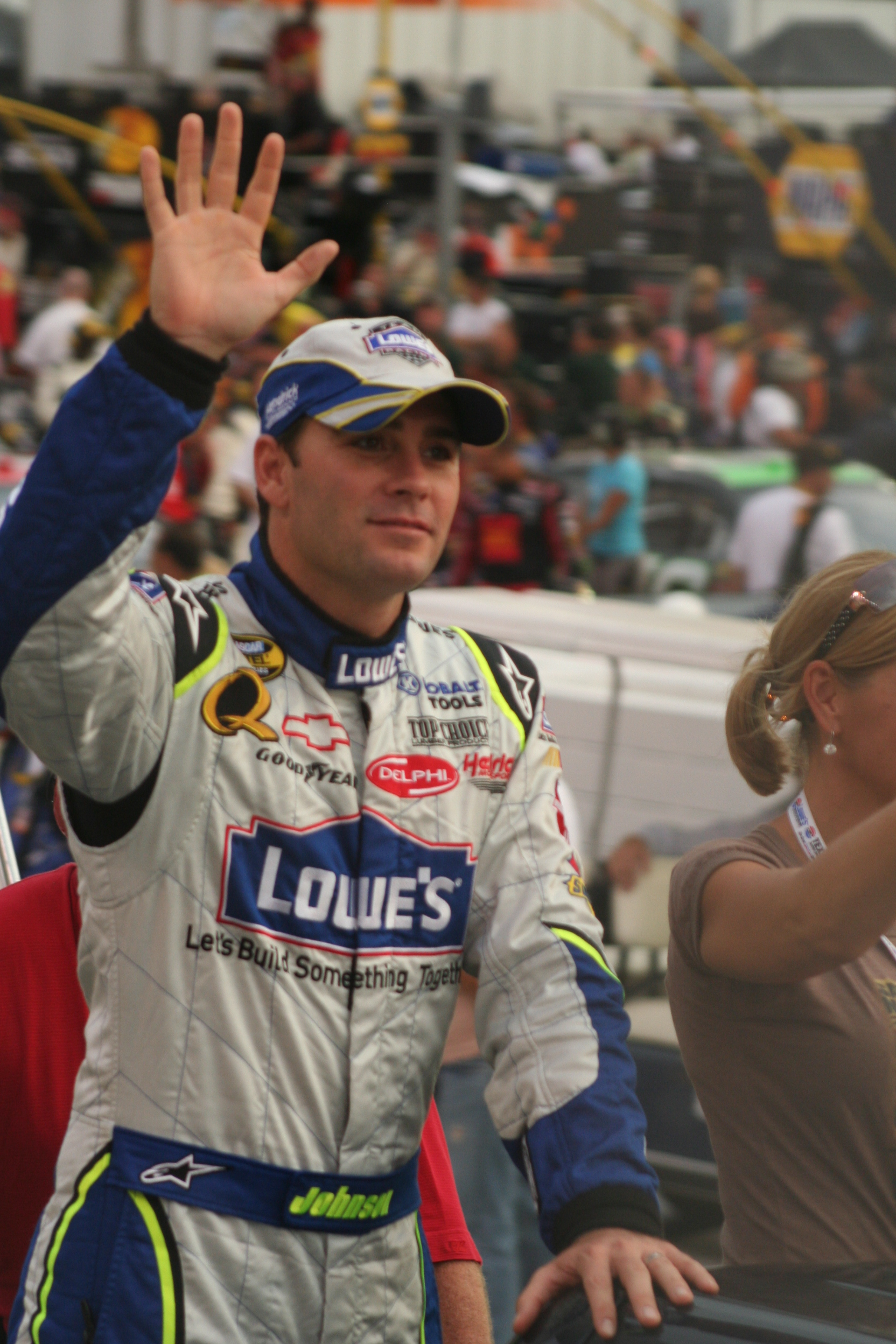
Jimmie Johnson campeón de la temporada 2008 de la Copa NASCAR

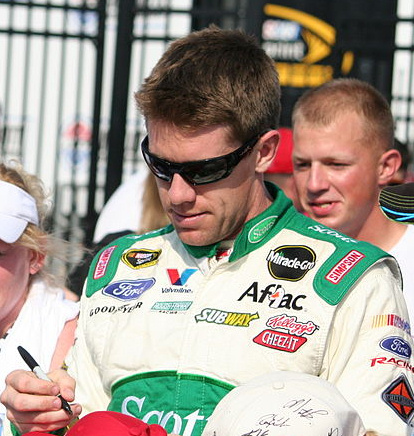
Carl Edwards subcampeón de la temporada a 69 puntos de Johnson

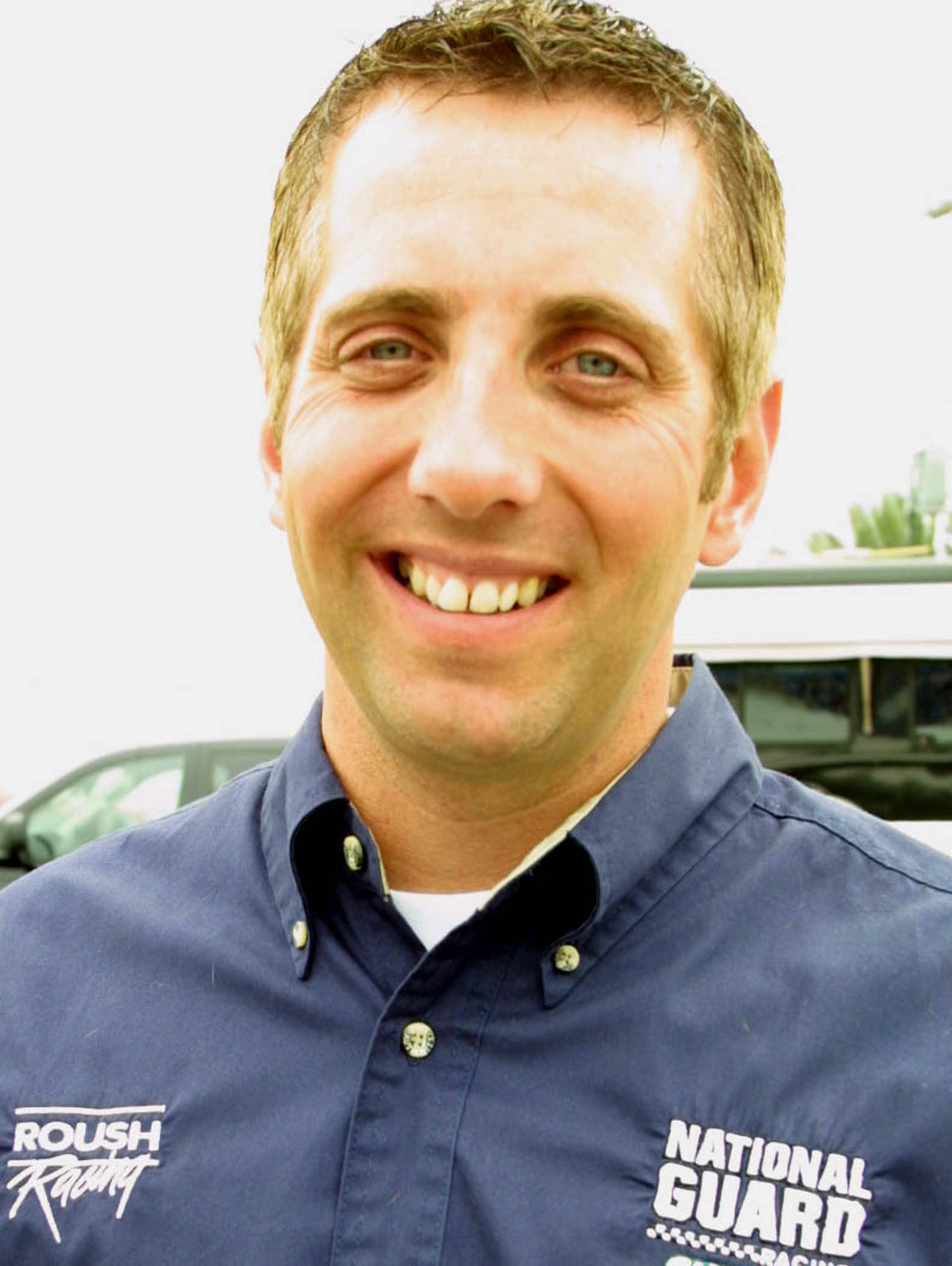
Greg Biffle finalizó tercero el campeonato

Temporada completa.
| Marca     | Equipo                                 | Nro | Piloto                 | Participaciones                                     | Jefe de Equipo    |
| --------- | -------------------------------------- | --- | ---------------------- | --------------------------------------------------- | ----------------- |
| Chevrolet | Dale Earnhardt, Inc.                   | 01  | Regan Smith (R)        | 1-15, 17-21, 23-36                                  | Dan Stillman      |
| Chevrolet | Dale Earnhardt, Inc.                   | 01  | Ron Fellows            | 16, 22                                              | Dan Stillman      |
| Chevrolet | Dale Earnhardt, Inc.                   | 1   | Martin Truex Jr        | Todas                                               | Kevin Manion      |
| Chevrolet | Dale Earnhardt, Inc.                   | 8   | Mark Martin            | 1-4, 7-8, 10-15, 18-21, 23, 26, 28-29, 31, 33-35    | Tony Gibson       |
| Chevrolet | Dale Earnhardt, Inc.                   | 8   | Aric Almirola          | 5-6, 9, 16-17, 22, 24-25, 27, 30, 32, 36            | Tony Gibson       |
| Chevrolet | Dale Earnhardt, Inc.                   | 15  | Paul Menard            | Todas                                               | Doug Randolph     |
| Chevrolet | Haas CNC Racing                        | 66  | Scott Riggs            | 1-15, 17-36                                         | Bootie Barker     |
| Chevrolet | Haas CNC Racing                        | 66  | Max Papis              | 16                                                  | Bootie Barker     |
| Chevrolet | Haas CNC Racing                        | 70  | Jeremy Mayfield        | 1-7                                                 | Dave Skog         |
| Chevrolet | Haas CNC Racing                        | 70  | Johnny Sauter          | 8, 10-12, 17-18, 26-27, 35                          | Dave Skog         |
| Chevrolet | Haas CNC Racing                        | 70  | Ken Schrader           | 9                                                   | Dave Skog         |
| Chevrolet | Haas CNC Racing                        | 70  | Jason Leffler          | 13-15, 19-20                                        | Dave Skog         |
| Chevrolet | Haas CNC Racing                        | 70  | Scott Riggs            | 16                                                  | Dave Skog         |
| Chevrolet | Haas CNC Racing                        | 70  | Tony Raines            | 21, 23-25, 28-34, 36                                | Dave Skog         |
| Chevrolet | Haas CNC Racing                        | 70  | Max Papis              | 22                                                  | Dave Skog         |
| Chevrolet | Richard Childress Racing               | 07  | Clint Bowyer           | Todas                                               | Gil Martin        |
| Chevrolet | Richard Childress Racing               | 29  | Kevin Harvick          | Todas                                               | Todd Berrier      |
| Chevrolet | Richard Childress Racing               | 31  | Jeff Burton            | Todas                                               | Scott Miller      |
| Chevrolet | Hendrick Motorsports                   | 5   | Casey Mears            | Todas                                               | Alan Gustafson    |
| Chevrolet | Hendrick Motorsports                   | 24  | Jeff Gordon            | Todas                                               | Steve Letarte     |
| Chevrolet | Hendrick Motorsports                   | 48  | Jimmie Johnson         | Todas                                               | Chad Knaus        |
| Chevrolet | Hendrick Motorsports                   | 88  | Dale Earnhardt, Jr.    | todas                                               | Tony Eury, Jr.    |
| Chevrolet | Furniture Row Racing                   | 78  | Joe Nemechek           | Todas                                               | Jay Guy           |
| Dodge     | Chip Ganassi Racing with Felix Sabates | 41  | Reed Sorenson          | 1-15, 17-36                                         | Jimmy Elledge     |
| Dodge     | Chip Ganassi Racing with Felix Sabates | 41  | Scott Pruett           | 16                                                  | Jimmy Elledge     |
| Dodge     | Chip Ganassi Racing with Felix Sabates | 42  | Juan Pablo Montoya     | Todas                                               | Donnie Wingo      |
| Dodge     | Gillett Evernham Motorsports           | 9   | Kasey Kahne            | Todas                                               | Kenny Francis     |
| Dodge     | Gillett Evernham Motorsports           | 10  | Patrick Carpentier (R) | 1-20, 22-30                                         | Mike Shiplett     |
| Dodge     | Gillett Evernham Motorsports           | 10  | Terry Labonte          | 21                                                  | Mike Shiplett     |
| Dodge     | Gillett Evernham Motorsports           | 10  | Mike Wallace           | 31                                                  | Mike Shiplett     |
| Dodge     | Gillett Evernham Motorsports           | 10  | A. J. Allmendinger     | 32-36                                               | Mike Shiplett     |
| Dodge     | Gillett Evernham Motorsports           | 19  | Elliott Sadler         | Todas                                               | Kenny Francis     |
| Dodge     | Penske Racing South                    | 2   | Kurt Busch             | Todas                                               | Pat Tryson        |
| Dodge     | Penske Racing South                    | 12  | Ryan Newman            | Todas                                               | Roy McCauley      |
| Dodge     | Penske Racing South                    | 77  | Sam Hornish, Jr. (R)   | Todas                                               | Chris Carrier     |
| Dodge     | Petty Enterprises                      | 43  | Bobby Labonte          | Todas                                               | Jeff Meendering   |
| Dodge     | Petty Enterprises                      | 45  | Kyle Petty             | 1-6, 8-12, 24-26, 28-29, 35                         | Billy Wilburn     |
| Dodge     | Petty Enterprises                      | 45  | Chad McCumbee          | 7, 13, 21, 27, 31-34, 36                            | Billy Wilburn     |
| Dodge     | Petty Enterprises                      | 45  | Terry Labonte          | 14-20, 23, 30                                       | Billy Wilburn     |
| Dodge     | Petty Enterprises                      | 45  | Boris Said             | 22                                                  | Billy Wilburn     |
| Dodge     | Robby Gordon Motorsports               | 7   | Robby Gordon           | Todas                                               | Frank Kerr        |
| Ford      | Roush Fenway Racing                    | 6   | David Ragan            | Todas                                               | Jimmy Fennig      |
| Ford      | Roush Fenway Racing                    | 16  | Greg Biffle            | Todas                                               | Greg Erwin        |
| Ford      | Roush Fenway Racing                    | 17  | Matt Kenseth           | Todas                                               | Chip Boldin       |
| Ford      | Roush Fenway Racing                    | 26  | Jamie McMurray         | Todas                                               | Larry Carter      |
| Ford      | Roush Fenway Racing                    | 99  | Carl Edwards           | Todas                                               | Bob Osborne       |
| Ford      | Wood Brothers Racing                   | 21  | Bill Elliott           | 1-2, 4, 6-8, 11, 13-15, 19-21, 24, 26-27, 29, 31-36 | Gene Nead         |
| Ford      | Wood Brothers Racing                   | 21  | Johnny Sauter          | 3                                                   | Gene Nead         |
| Ford      | Wood Brothers Racing                   | 21  | Jeff Green             | 5                                                   | Gene Nead         |
| Ford      | Wood Brothers Racing                   | 21  | Jon Wood               | 9-10, 12, 18, 30                                    | Gene Nead         |
| Ford      | Wood Brothers Racing                   | 21  | Marcos Ambrose         | 16-17, 22-23, 25, 28                                | Gene Nead         |
| Ford      | Yates Racing                           | 28  | Travis Kvapil          | Todas                                               | Todd Parrott      |
| Ford      | Yates Racing                           | 38  | David Gilliland        | Todas                                               | Cully Barclough   |
| Toyota    | Bill Davis Racing                      | 22  | Dave Blaney            | Todas                                               | Tommy Baldwin Jr. |
| Toyota    | Hall of Fame Racing                    | 96  | J. J. Yeley            | 1-21                                                | Brandon Thomas    |
| Toyota    | Hall of Fame Racing                    | 96  | P. J. Jones            | 22                                                  | Brandon Thomas    |
| Toyota    | Hall of Fame Racing                    | 96  | Brad Coleman           | 23                                                  | Brandon Thomas    |
| Toyota    | Hall of Fame Racing                    | 96  | Ken Schrader           | 24-26, 28, 30-36                                    | Brandon Thomas    |
| Toyota    | Hall of Fame Racing                    | 96  | Joey Logano            | 27, 29                                              | Brandon Thomas    |
| Toyota    | Joe Gibbs Racing                       | 11  | Denny Hamlin           | Todas                                               | Mike Ford         |
| Toyota    | Joe Gibbs Racing                       | 18  | Kyle Busch             | Todas                                               | Steve Addington   |
| Toyota    | Joe Gibbs Racing                       | 20  | Tony Stewart           | Todas                                               | Greg Zipadelli    |
| Toyota    | Michael Waltrip Racing                 | 00  | David Reutimann        | 1-5                                                 | Bill Pappas       |
| Toyota    | Michael Waltrip Racing                 | 00  | Michael McDowell (R)   | 6-22, 26-29                                         | Bill Pappas       |
| Toyota    | Michael Waltrip Racing                 | 00  | Mike Skinner           | 23-25                                               | Bill Pappas       |
| Toyota    | Michael Waltrip Racing                 | 00  | Kenny Wallace          | 30                                                  | Bill Pappas       |
| Toyota    | Michael Waltrip Racing                 | 00  | A. J. Allmendinger     | 31                                                  | Bill Pappas       |
| Toyota    | Michael Waltrip Racing                 | 00  | Mike Bliss             | 32                                                  | Bill Pappas       |
| Toyota    | Michael Waltrip Racing                 | 00  | Marcos Ambrose         | 33-36                                               | Bill Pappas       |
| Toyota    | Michael Waltrip Racing                 | 44  | Dale Jarrett           | 1-5                                                 | Ryan Pemberton    |
| Toyota    | Michael Waltrip Racing                 | 44  | David Reutimann        | 6-36                                                | Ryan Pemberton    |
| Toyota    | Michael Waltrip Racing                 | 55  | Michael Waltrip        | Todas                                               | Paul Andrews      |
| Toyota    | Team Red Bull                          | 83  | Brian Vickers          | 1-35                                                | Kevin Hamlin      |
| Toyota    | Team Red Bull                          | 83  | Scott Speed            | 36                                                  | Kevin Hamlin      |
| Toyota    | Team Red Bull                          | 84  | A. J. Allmendinger     | 1-3, 9-29                                           | Jimmy Elledge     |
| Toyota    | Team Red Bull                          | 84  | Mike Skinner           | 4-8, 30-31                                          | Jimmy Elledge     |
| Toyota    | Team Red Bull                          | 84  | Scott Speed            | 32-35                                               | Jimmy Elledge     |
| Toyota    | Team Red Bull                          | 84  | Brian Vickers          | 36                                                  | Jimmy Elledge     |

### Temporada Parcial
| Marca          | Equipo                                 | Nro | Piloto                 | Participaciones                    | Jefe de equipo          |
| -------------- | -------------------------------------- | --- | ---------------------- | ---------------------------------- | ----------------------- |
| Chevrolet      | Front Row Motorsports                  | 37  | Eric McClure           | 1                                  | Cal Boprey              |
| Chevrolet      | SKI Motorsports                        | 50  | Stanton Barrett        | 1, 12, 20, 28                      | Ricky Pearson           |
| Chevrolet      | Richard Childress Racing               | 33  | Scott Wimmer           | 10                                 | Shane Wilson            |
| Chevrolet      | Richard Childress Racing               | 33  | Ken Schrader           | 12                                 | Shane Wilson            |
| Chevrolet      | Richard Childress Racing               | 33  | Mike Wallace           | 30                                 | Shane Wilson            |
| Chevrolet      | Phoenix Racing                         | 09  | Sterling Marlin        | 1, 9-12, 18, 24, 26, 30, 32, 35-36 | Marc Reno               |
| Chevrolet      | Hendrick Motorsports                   | 25  | Brad Keselowski        | 31, 34, 36                         | Lance McGrew            |
| Chevrolet      | Norm Benning Racing                    | 57  | Norm Benning           | 1                                  |                         |
| Chevrolet      | Furniture Row Racing                   | 87  | Kenny Wallace          | 1                                  | Ed Nathman              |
| Dodge          | Brandon Ash Racing                     | 02  | Brandon Ash            | 16                                 |                         |
| Dodge          | Carl Long Racing                       | 46  | Carl Long              | 27                                 |                         |
| Dodge          | Chip Ganassi Racing with Felix Sabates | 40  | Dario Franchitti (R)   | 1-8, 14-18                         | Steve Lane              |
| Dodge          | Chip Ganassi Racing with Felix Sabates | 40  | David Stremme          | 9                                  | Steve Lane              |
| Dodge          | Chip Ganassi Racing with Felix Sabates | 40  | Ken Schrader           | 10                                 | Steve Lane              |
| Dodge          | Chip Ganassi Racing with Felix Sabates | 40  | Sterling Marlin        | 11-12                              | Steve Lane              |
| Dodge          | Chip Ganassi Racing with Felix Sabates | 40  | Jeremy Mayfield        | 13                                 | Steve Lane              |
| Dodge          | Chip Ganassi Racing with Felix Sabates | 40  | Bryan Clauson          | 31, 33-34                          | Steve Lane              |
| Dodge          | Derrike Cope, Inc.                     | 75  | Derrike Cope           | 31-32                              |                         |
| Dodge          | E&M Motorsports                        | 08  | Carl Long              | 1                                  | Tony Furr Charles Swing |
| Dodge          | E&M Motorsports                        | 08  | Burney Lamar           | 2, 4, 7                            | Tony Furr Charles Swing |
| Dodge          | E&M Motorsports                        | 08  | Tony Raines            | 6, 11                              | Tony Furr Charles Swing |
| Dodge          | E&M Motorsports                        | 08  | Johnny Sauter          | 19-20, 23-25, 28-29, 34            | Tony Furr Charles Swing |
| Ford           | No Fear Racing                         | 60  | Boris Said             | 1, 16, 18, 22                      | Frank Stoddard          |
| Ford           | JTG Racing                             | 47  | Marcos Ambrose         | 21, 29                             | Frank Kerr              |
| Toyota         | Team Red Bull                          | 82  | Scott Speed            | 36                                 | Slugger Labbe           |
| Toyota         | Joe Gibbs Racing                       | 02  | Joey Logano            | 26, 33-34                          |                         |
| Toyota         | Germain Racing                         | 13  | Max Papis              | 34, 36                             | Randy Goss              |
| Toyota         | Bill Davis Racing                      | 27  | Jacques Villeneuve (R) | 1                                  | Slugger Labbe           |
| Toyota         | Bill Davis Racing                      | 27  | Mike Skinner           | 2, 3                               | Slugger Labbe           |
| Toyota         | Bill Davis Racing                      | 27  | Johnny Benson          | 4                                  | Slugger Labbe           |
| Toyota/Dodge   | BAM Racing                             | 49  | Ken Schrader           | 1-6                                | David Hyder             |
| Ford/Chevrolet | Front Row Motorsports                  | 34  | John Andretti          | 1-10                               |                         |
| Ford/Chevrolet | Front Row Motorsports                  | 34  | Jeff Green             | 11-12, 24                          |                         |
| Ford/Chevrolet | Front Row Motorsports                  | 34  | Tony Raines            | 13, 15, 17, 19-20, 26-27           |                         |
| Ford/Chevrolet | Front Row Motorsports                  | 34  | Chad Chaffin           | 21, 28                             |                         |
| Ford/Chevrolet | Front Row Motorsports                  | 34  | Brian Simo             | 16, 22                             |                         |

## Resultados de la temporada

### Carreras
| Ronda           | Fecha             | Evento                                                  | Circuito                        | Pole position       | Ganador             |
| --------------- | ----------------- | ------------------------------------------------------- | ------------------------------- | ------------------- | ------------------- |
|                 | 09/02/08          | Budweiser Shootout †                                    | Daytona International Speedway  | Kurt Busch          | Dale Earnhardt, Jr. |
|                 | 14/02/08          | Gatorade Duels                                          | Daytona International Speedway  | Jimmie Johnson      | Dale Earnhardt, Jr. |
| Michael Waltrip | 14/02/08          | Gatorade Duels                                          | Daytona International Speedway  | Denny Hamlin        |                     |
| 1               | 17/02/08          | 50th Daytona 500 †                                      | Daytona International Speedway  | Jimmie Johnson      | Ryan Newman         |
| 2               | 24/02/08 25/02/08 | Auto Club 500                                           | Auto Club Speedway              | Jimmie Johnson      | Carl Edwards        |
| 3               | 02/03/08          | UAW-Dodge 400                                           | Las Vegas Motor Speedway        | Kyle Busch          | Carl Edwards        |
| 4               | 09/03/08          | Kobalt Tools 500                                        | Atlanta Motor Speedway          | Jeff Gordon         | Kyle Busch          |
| 5               | 16/03/08          | Food City 500                                           | Bristol Motor Speedway          | Jimmie Johnson      | Jeff Burton         |
| 6               | 30/03/08          | Goody's Cool Orange 500                                 | Martinsville Speedway           | Jeff Gordon         | Denny Hamlin        |
| 7               | 06/04/08          | Samsung 500                                             | Texas Motor Speedway            | Dale Earnhardt, Jr. | Carl Edwards        |
| 8               | 12/04/08          | Subway Fresh Fit 500 †                                  | Phoenix International Raceway   | Ryan Newman         | Jimmie Johnson      |
| 9               | 27/04/08          | Aaron's 499                                             | Talladega Superspeedway         | Joe Nemechek        | Kyle Busch          |
| 10              | 03/05/08          | Crown Royal Presents The Dan Lowry 400 †                | Richmond International Raceway  | Denny Hamlin        | Clint Bowyer        |
| 11              | 10/05/08          | Dodge Challenger 500 †                                  | Darlington Raceway              | Greg Biffle         | Kyle Busch          |
| 12              | 17/05/08          | NASCAR Sprint Showdown †                                | Lowe's Motor Speedway           | Elliott Sadler      | A.J. Allmendinger   |
| 12              | 17/05/08          | Sprint All-Star Race XXIV †                             | Lowe's Motor Speedway           | Kyle Busch          | Kasey Kahne         |
| 12              | 25/05/08          | Coca-Cola 600 †                                         | Lowe's Motor Speedway           | Kyle Busch          | Kasey Kahne         |
| 13              | 01/06/08          | Best Buy 400 Benefiting Student Clubs for Autism Speaks | Dover International Speedway    | Greg Biffle         | Kyle Busch          |
| 14              | 08/06/08          | Pocono 500                                              | Pocono Raceway                  | Kasey Kahne         | Kasey Kahne         |
| 15              | 15/06/08          | LifeLock 400                                            | Michigan International Speedway | Kyle Busch          | Dale Earnhardt, Jr. |
| 16              | 22/06/08          | Toyota/Save Mart 350                                    | Infineon Raceway                | Kasey Kahne         | Kyle Busch          |
| 17              | 29/06/08          | Lenox Industrial Tools 301                              | New Hampshire Motor Speedway    | Patrick Carpentier  | Kurt Busch          |
| 18              | 07/05/08          | Coke Zero 400 Powered by Coca-Cola †                    | Daytona International Speedway  | Paul Menard         | Kyle Busch          |
| 19              | 12/07/08          | LifeLock.com 400 †                                      | Chicagoland Speedway            | Kyle Busch          | Kyle Busch          |
| 20              | 27/07/08          | Allstate 400 at the Brickyard                           | Indianapolis Motor Speedway     | Jimmie Johnson      | Jimmie Johnson      |
| 21              | 03/08/08          | Sunoco Red Cross Pennsylvania 500                       | Pocono Raceway                  | Jimmie Johnson      | Carl Edwards        |
| 22              | 10/08/08          | Centurion Boats at the Glen                             | Watkins Glen International      | Kyle Busch          | Kyle Busch          |
| 23              | 17/08/08          | 3M Performance 400 Presented by Bondo                   | Michigan International Speedway | Brian Vickers       | Carl Edwards        |
| 24              | 23/08/08          | Sharpie 500 †                                           | Bristol Motor Speedway          | Carl Edwards        | Carl Edwards        |
| 25              | 31/08/08          | Pepsi 500 †                                             | Auto Club Speedway              | Jimmie Johnson      | Jimmie Johnson      |
| 26              | 06/09/08          | Chevy Rock & Roll 400 †                                 | Richmond International Raceway  | Kyle Busch          | Jimmie Johnson      |
|                 | Chase for the Cup |                                                         |                                 |                     |                     |
| 27              | 14/09/08          | Sylvania 300                                            | New Hampshire Motor Speedway    | Kyle Busch          | Greg Biffle         |
| 28              | 21/09/08          | Camping World RV 400 (AAA)                              | Dover International Speedway    | Jeff Gordon         | Greg Biffle         |
| 29              | 28/09/08          | Camping World RV 400 (Coleman)                          | Kansas Speedway                 | Jimmie Johnson      | Jimmie Johnson      |
| 30              | 05/10/08          | AMP Energy 500                                          | Talladega Superspeedway         | Travis Kvapil       | Tony Stewart        |
| 31              | 11/10/08          | Bank of America 500 †                                   | Lowe's Motor Speedway           | Jimmie Johnson      | Jeff Burton         |
| 32              | 19/10/08          | TUMS QuikPak 500                                        | Martinsville Speedway           | Jimmie Johnson      | Jimmie Johnson      |
| 33              | 26/10/08          | Pep Boys Auto 500                                       | Atlanta Motor Speedway          | Jimmie Johnson      | Carl Edwards        |
| 34              | 02/11/08          | Dickies 500 †                                           | Texas Motor Speedway            | Jeff Gordon         | Carl Edwards        |
| 35              | 09/11/08          | Checker O'Reilly Auto Parts 500 Presented by Pennzoil   | Phoenix International Raceway   | Jimmie Johnson      | Jimmie Johnson      |
| 36              | 16/11/08          | Ford 400 †                                              | Homestead-Miami Speedway        | David Reutimann     | Carl Edwards        |

#### Victorias por piloto
| Pilotos             | Victorias |
| ------------------- | --------- |
| Carl Edwards        | 9         |
| Kyle Busch          | 8         |
| Jimmie Johnson      | 7         |
| Dale Earnhardt, Jr. | 3*        |
| Kasey Kahne         | 3*        |
| Greg Biffle         | 2         |
| Jeff Burton         | 2         |
| Denny Hamlin        | 2*        |
| Ryan Newman         | 1         |
| Clint Bowyer        | 1         |
| Tony Stewart        | 1         |
| Kurt Busch          | 1         |
| A.J. Allmendinger   | 1*        |

*=Ganador de carreras no oficiales.

## Campeonato

### Posiciones Finales
| 1  | Jimmie Johnson      | 6684 |       |
| 2  | Carl Edwards        | 6615 | -69   |
| 3  | Greg Biffle         | 6467 | -217  |
| 4  | Kevin Harvick       | 6408 | -276  |
| 5  | Clint Bowyer        | 6381 | -303  |
| 6  | Jeff Burton         | 6335 | -349  |
| 7  | Jeff Gordon         | 6316 | -368  |
| 8  | Denny Hamlin        | 6214 | -470  |
| 9  | Tony Stewart        | 6202 | -482  |
| 10 | Kyle Busch          | 6186 | -498  |
| 11 | Matt Kenseth        | 6184 | -500  |
| 12 | Dale Earnhardt, Jr. | 6127 | -557  |
| 13 | David Ragan         | 4299 | -2385 |
| 14 | Kasey Kahne         | 4085 | -2599 |
| 15 | Martin Truex, Jr.   | 3839 | -2845 |
| 16 | Jamie McMurray      | 3809 | -2875 |
| 17 | Ryan Newman         | 3735 | -2949 |
| 18 | Kurt Busch          | 3635 | -3049 |
| 19 | Brian Vickers       | 3580 | -3104 |
| 20 | Casey Mears         | 3527 | -3157 |